# Schachtausbau
Als Schachtausbau bezeichnet man im Bergbau bei Schächten die seitliche Auskleidung der Schachtwand. Nur wenige Schächte, die in festem Steinsalz stehen, kommen ohne Schachtausbau aus. Je nach Schachtform und seitlichem Gebirgsdruck werden für den Schachtausbau unterschiedliche Materialien verwendet.

## Grundlagen

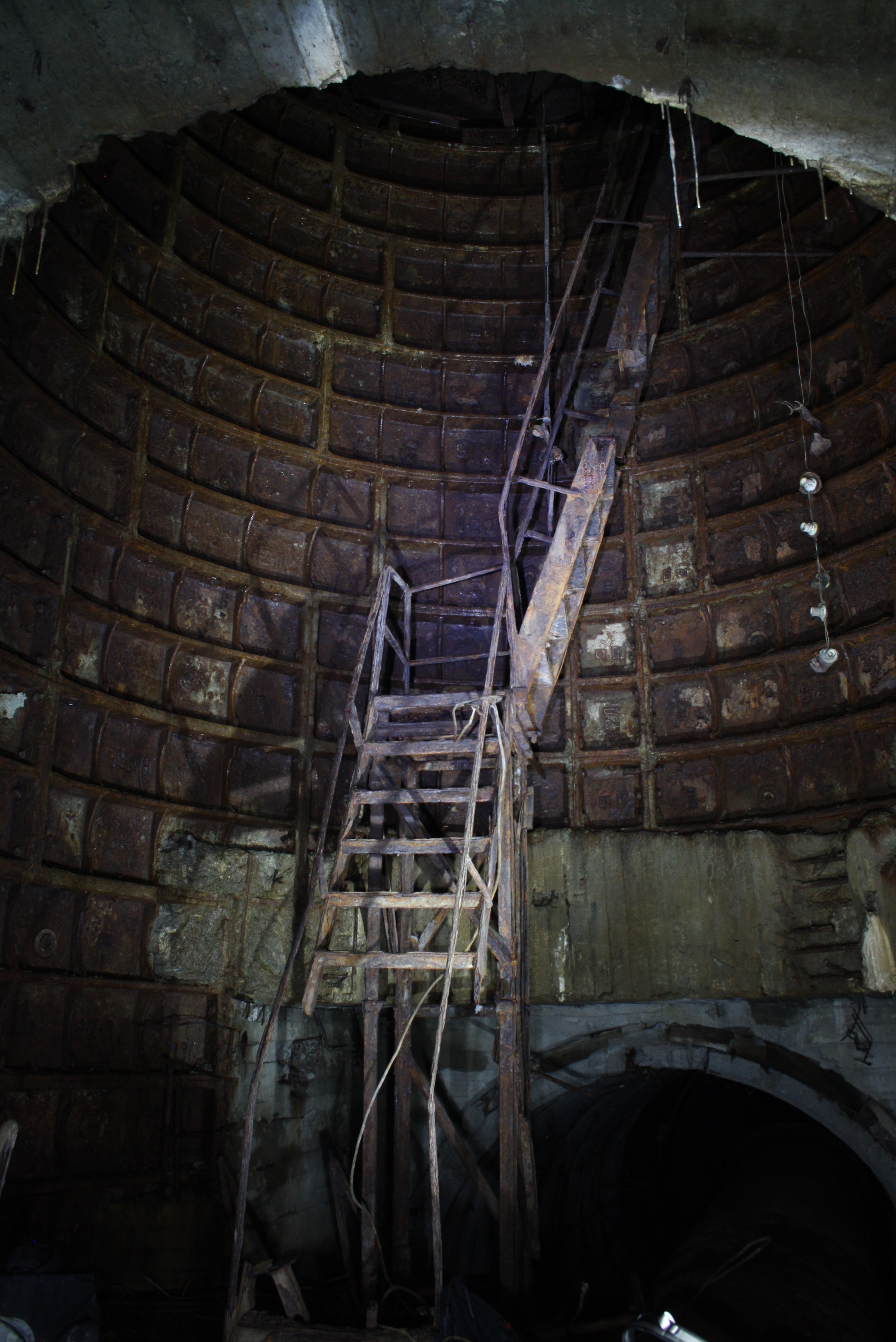
Tübbingausbau eines Schachtes

Damit bei Schächten nicht die seitlichen Stöße hereinbrechen, müssen diese mit geeigneten Materialien ausgekleidet werden. Der Schachtausbau soll das Eindringen von Wasser verhindern und zusätzlich gegen den Nachfall von Gesteinsplatten schützen. Der Schachtausbau dient außerdem zur Aufnahme der Einstriche und anderer Schachteinbauten. Die Anforderungen an das Ausbaumaterial sind bei Tagesschächten größer als bei Blindschächten. Der verwendete Schachtausbau beeinflusst auch wesentlich die Querschnittsform des Schachtes. Außerdem ist der Ausbau auch ein großer Kostenfaktor beim Abteufen des Schachtes. Der Ausbau der Schächte geschieht entweder mit geschlossenen Gusseisen- oder Stahlsegmenten oder Stahlringen, die je nach Bedarf mit Verzug versehen und mit geeigneten Materialien hinterfüllt werden. Bei älteren Schächten wurde der Schachtausbau auch gemauert. Bis in die zweite Hälfte des 19. Jahrhunderts wurde der Schachtausbau aus Holz erstellt, man nannte dieses dann die Schachtzimmerung. Heute werden bei neu erstellten Schächten die Stöße mittels Betonausbau abgesichert.

## Schachtzimmerung
Die hölzerne Schachtzimmerung wird mit großer Genauigkeit in den Schacht eingebracht, damit die Stöße nicht einbrechen können. Schachtzimmerungen können nur in eckigen Schächten verwendet werden. Problematisch ist das Einbringen der Schachtzimmerung, da der Schacht von oben nach unten geteuft wird, die feste Zimmerung jedoch von unten nach oben gebaut wird. Damit beim Abteufen, insbesondere im lockeren Gestein, nicht die Stöße hereinbrechen, wird eine Hilfszimmerung, die sogenannte verlorene Zimmerung, eingebracht. Die verlorene Zimmerung ist eine Art Schalung, die aus Jochen und Kappen besteht, bei starkem Seitendruck werden die Seitenwände mit Einstrichen verspreizt. Die einzelnen Schachtgeviere werden mit Eckbolzen übereinander getragen. Bei rechteckigen Schächten werden die Joche an den kurzen und die Kappen an den langen Stößen angebracht. Sobald festes Gestein erreicht ist, wird die verlorene Zimmerung durch eine feste Zimmerung ersetzt.

## Schachtmauerung
Die Schachtmauerung wird so ähnlich eingebracht wie die Schachtzimmerung. Sie ruht, damit sie genügend Halt hat, auf einem festen Widerlager. Bei Einbringen der Mauerung im lockeren Gestein kann zunächst kein genügend stabiles Widerlager eingebracht werden. Hierbei wird ein Geviere aus Eichenholz erstellt, das die genaue Schachtform hat und dessen Joche fest in Bühnlöcher gelegt sind. Diese Form dient bei der Mauerung als Schablone. Da die Schachtmauerung ebenfalls von unten nach oben gemauert wird, wird zur Sicherung der Stöße ebenfalls zunächst eine verlorene Zimmerung eingebracht, welche dann hinter der Mauerung zurückbleibt. Die dadurch entstehenden Zwischenräume werden mit geeigneten Materialien hinterfüllt. Bei rechteckigen Schächten müssen, je nachdem ob ein Schacht seiger oder tonnlägig ist, entweder alle Stöße oder nur einige gemauert werden. Vorteilhaft für die Schachtmauerung sind runde oder ovale Schächte, da sich hier der seitliche Gebirgsdruck gleichmäßiger auf die Mauerung verteilt. Für rechteckige Schächte ist die Schachtmauerung weniger geeignet, da gerade Mauern dem seitlichen Gebirgsdruck einen geringeren Widerstand leisten als runde.

## Eisenausbau
Beim Eisenausbau werden speziell geformte Ausbausegmente, die sogenannten Schachtringe, eingebracht. Die einzelnen Schachtringe bestehen aus Profilstahl wie z. B. U-Eisen oder gebogenen Doppel-T-Trägern. Jeder Schachtring besteht aus mehreren Segmenten, die mittels spezieller Laschen miteinander verschraubt werden. Zwischen den einzelnen Schachtringen befinden sich Abstandshalter aus U-Eisen, die mit den Ringen ebenfalls verschraubt werden. Hinter die Schachtringe werden Verzugsmatten eingebracht und der Zwischenraum wird hinterfüllt. Gegenüber der Schachtmauerung hat der Ausbau mit Eisensegmenten große Vorteile: Bei gleicher Stabilität und Festigkeit benötigt der Eisenausbau weniger Platz. Dadurch kann bei gleicher lichter Schachtweite der geteufte Schachtdurchmesser kleiner sein als bei der Schachtmauerung. Außerdem kann der Eisenausbau schon beim Teufen endgültig eingebracht werden und benötigt keine Hilfsschalungen. Auch die Einbauten wie z. B. die Einstriche lassen sich direkt an die Schachtringe schrauben und müssen nicht im Mauerwerk verankert werden. Dadurch ist der Schacht viel früher betriebsbereit. In rechteckigen Schächten wurde teilweise Eisenausbau aus Eisenbahnschienen, Doppel-T-Trägern oder auch U-Eisen verwendet. Die Verbindung der Ausbaue erfolgte entweder direkt oder mittels Verlaschung über Winkellaschen.

## Betonausbau
Bei neueren Schächten, insbesondere in Bereichen mit starkem Wasserzufluss, wird der Schachtausbau sehr oft aus Beton hergestellt. Dies ist erforderlich, da an den Schachtausbau hohe Ansprüche bezüglich der Sicherheit, Präzision und der Effizienz gestellt werden. Der Schachtausbau wird hierbei mit vor Ort hergestelltem Spritzbeton oder mit fertigen Betonsegmenten, sogenannten Tübbingen, hergestellt. Beim Spritzbetonverfahren unterscheidet man zwei Verfahren, das Nass- und das Trockenverfahren. Beim Nassverfahren wird der Spritzbeton vorher schon mit Wasser vermischt und über eine Düse an die Schachtwand gespritzt, beim Trockenverfahren wird das Wasser erst nach dem Rausspritzen aus der Düse beigegeben. Bei beiden Verfahren kann der Spritzvorgang sowohl manuell als auch maschinell erfolgen. Zur Erschließung von geothermischer Energie gibt es Schachtbauverfahren, bei denen spezielle Tübbinge verwendet werden.